# Gharbi
Gharbi (arab. جزيرة غربي, Jazīrat al-Gharbī) – tunezyjska wyspa, położona na Morzu Śródziemnym, w Małej Syrcie, należąca do archipelagu wysp Karkana. Jest to druga pod względem wielkości i najbardziej wysunięta na zachód wyspa archipelagu.
Gharbi połączona jest zbudowaną przez Rzymian groblą z położoną na wschód od niej wyspą Chergui. Wyspa posiada połączenia promowe ze znajdującym się na kontynencie miastem Safakis.
Główną miejscowością na wyspie jest Mellita.

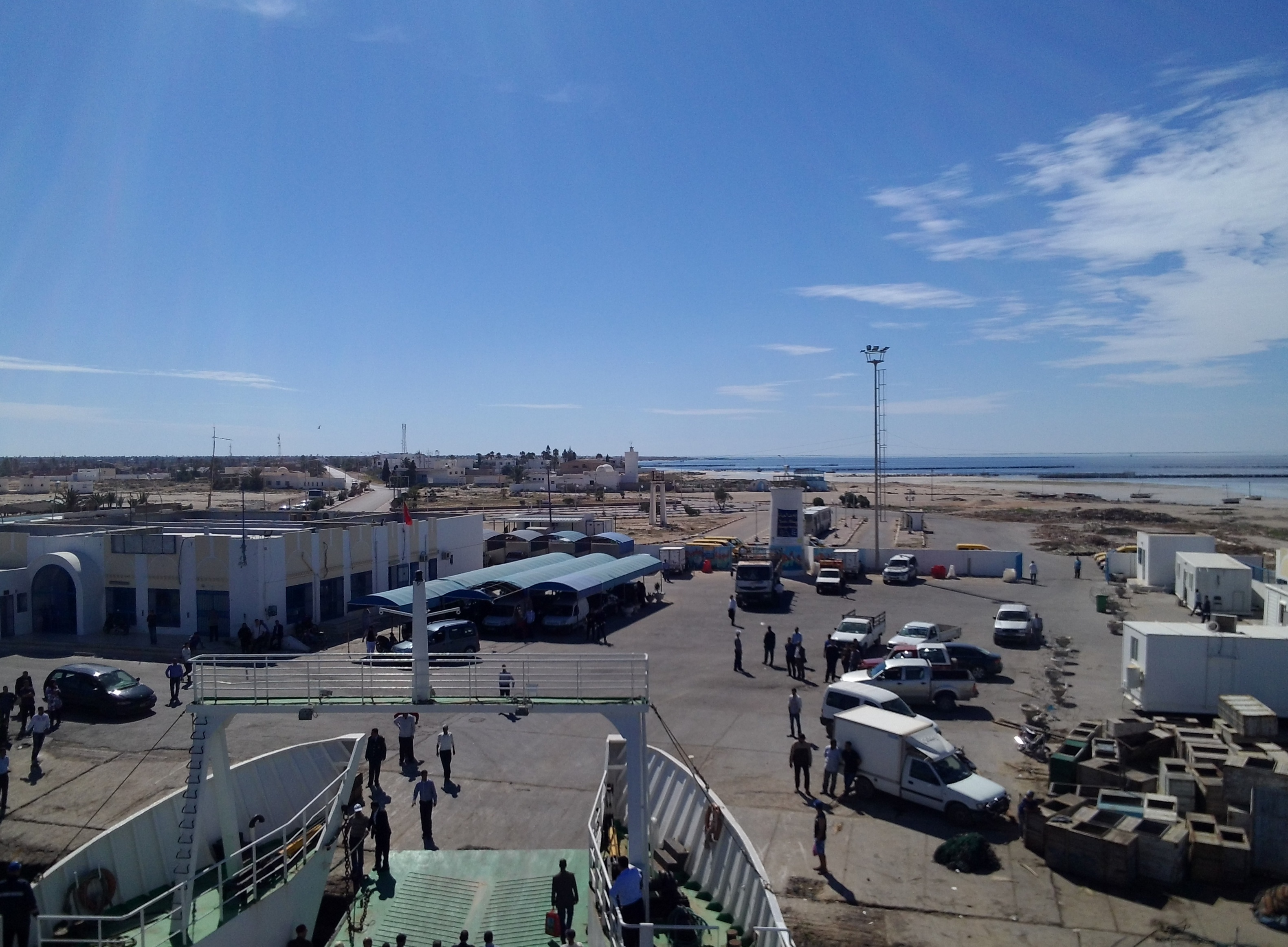
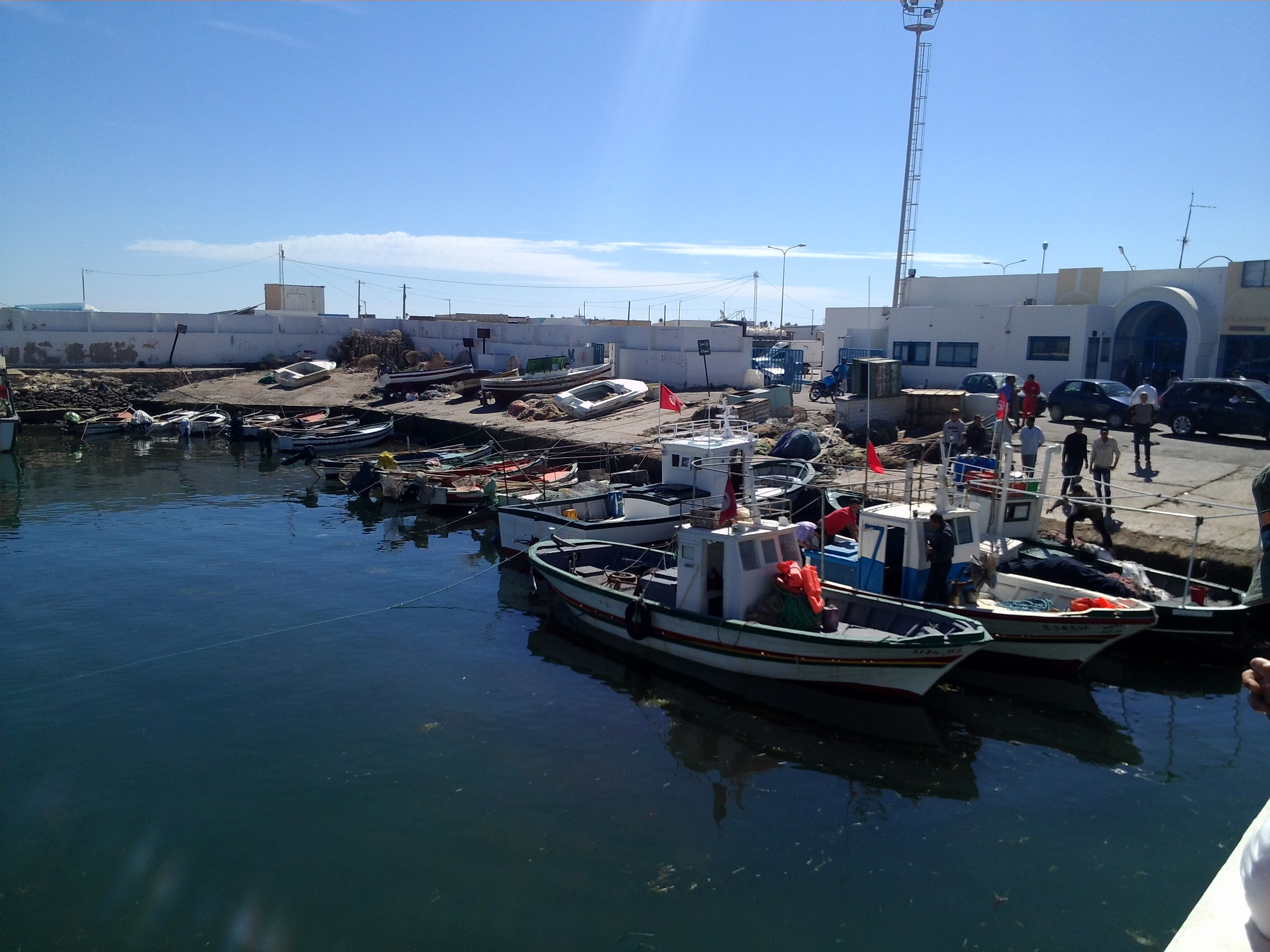
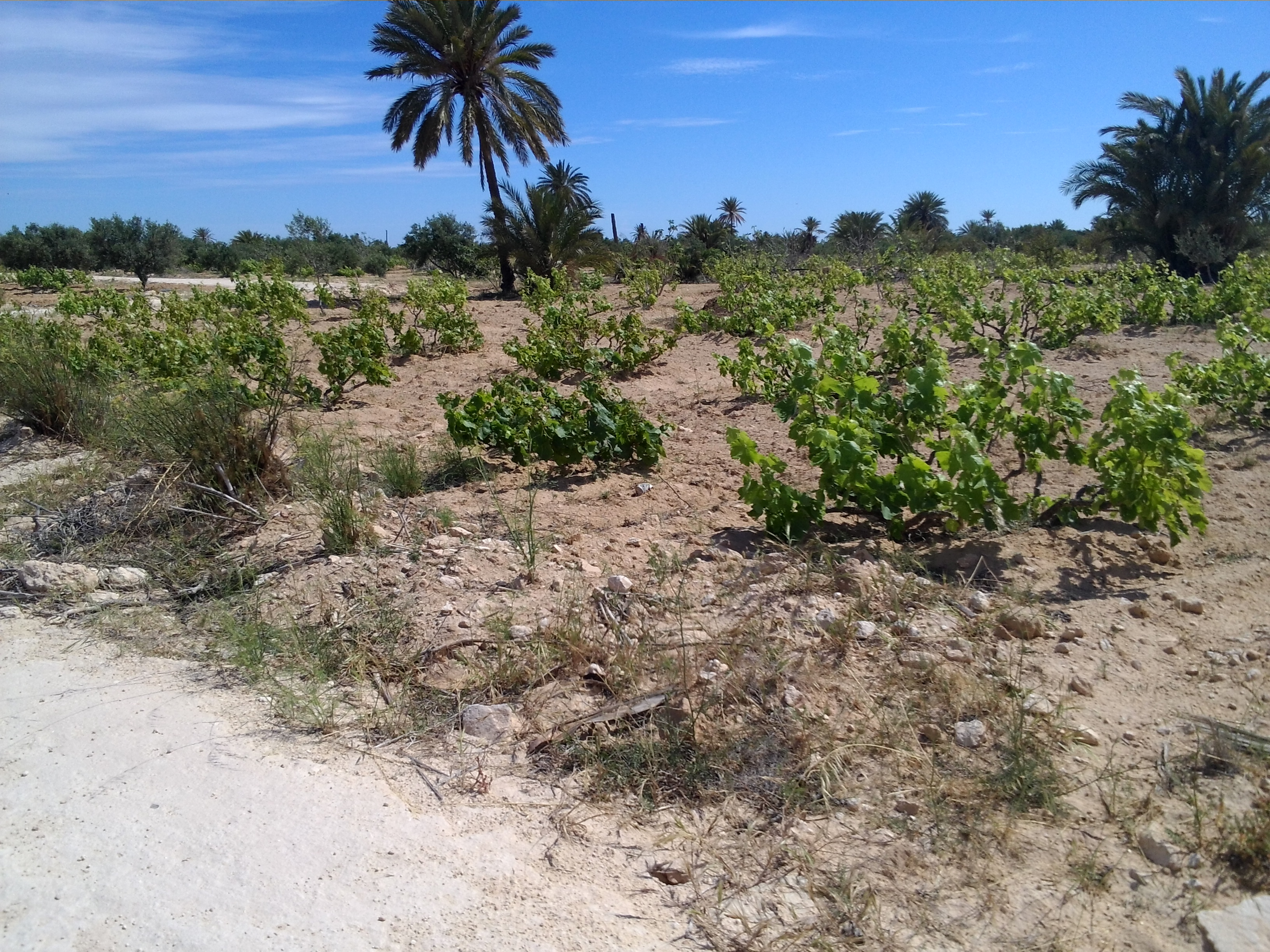
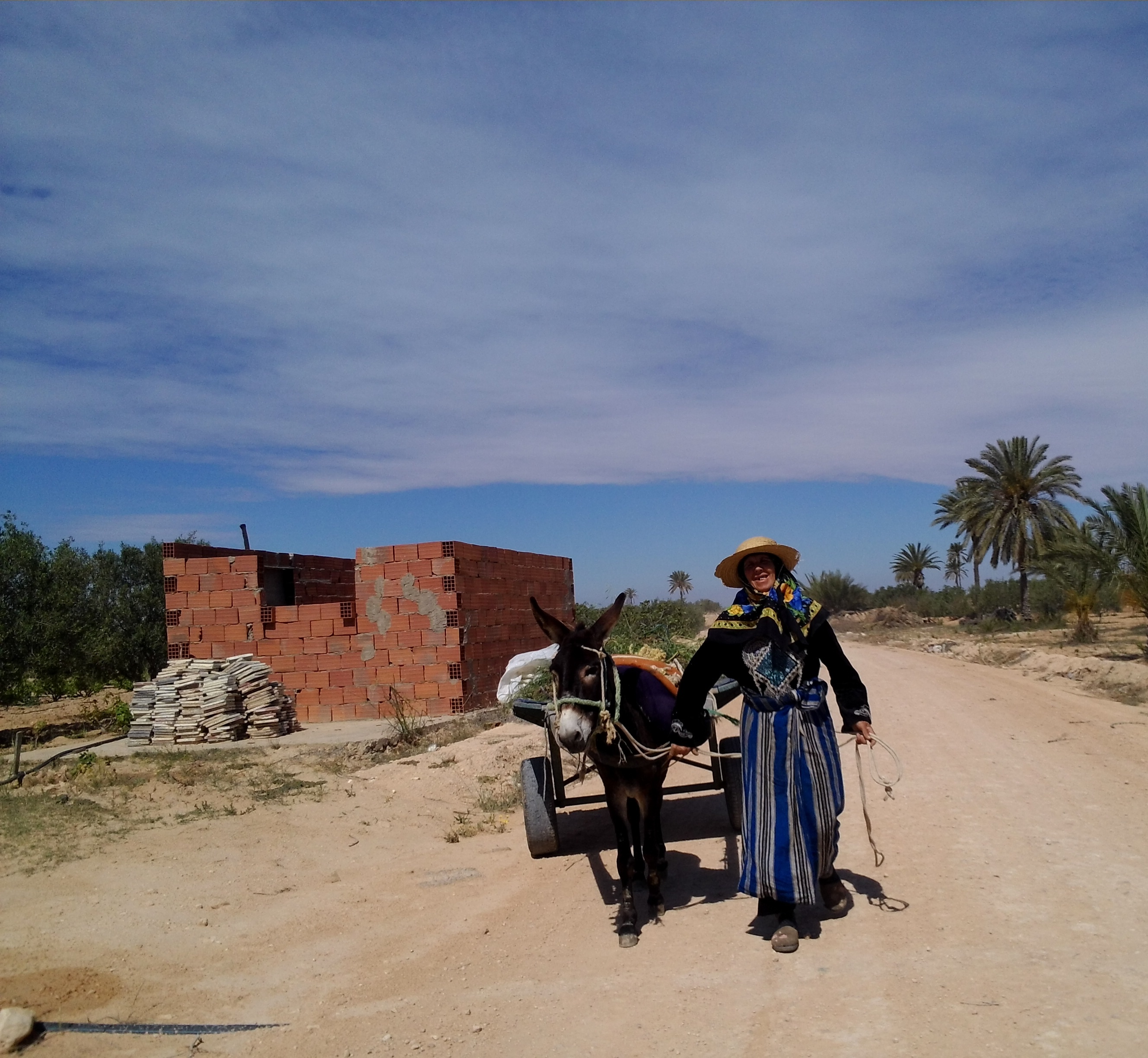